# 1649 w polityce

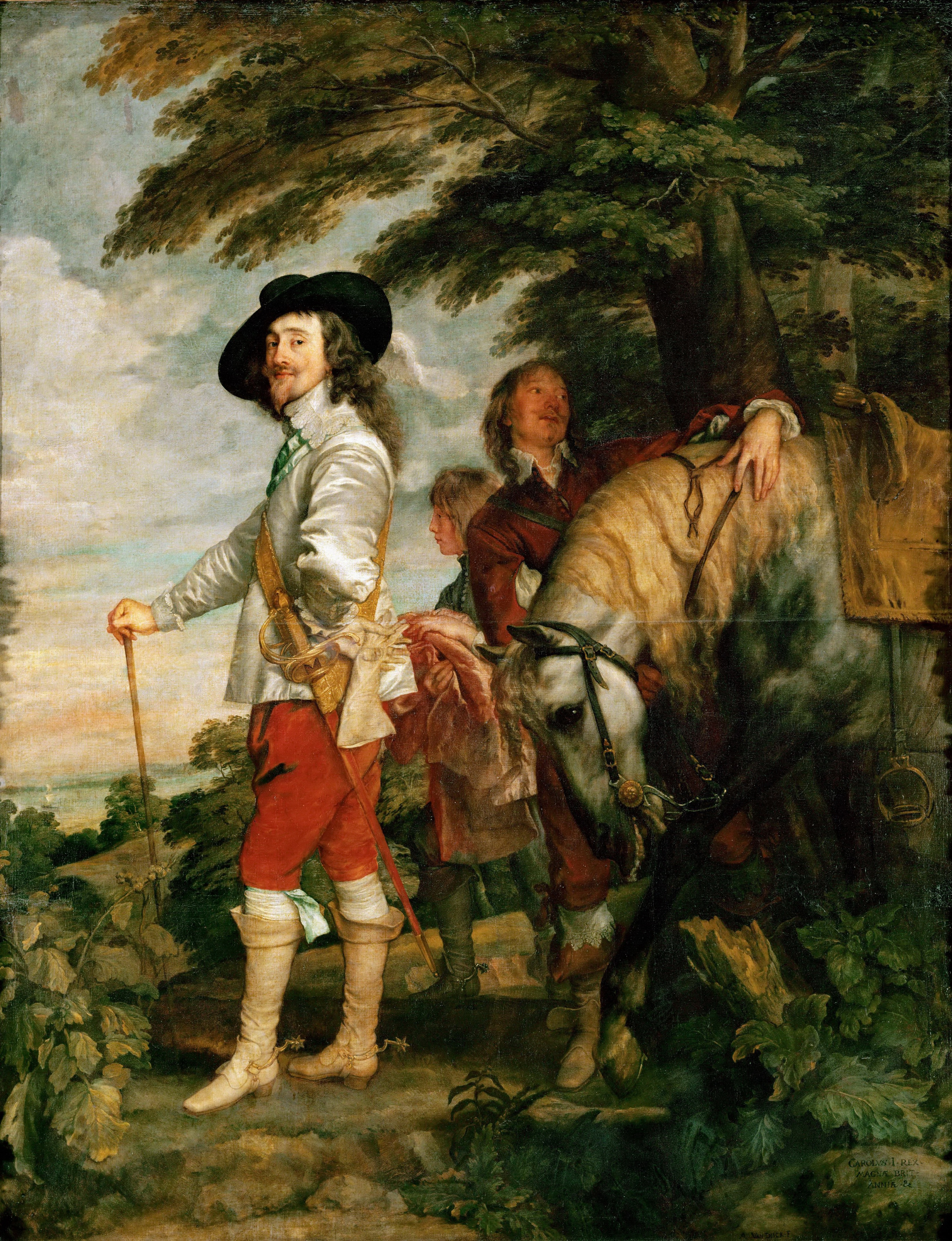
Karol I Stuart

Wydarzenia polityczne w 1649 roku.

## Wydarzenia
- 30 stycznia Karol I Stuart został ścięty[1].
- 2 sierpnia miała miejsce bitwa pod Rathmines (w Irlandii) w czasie wojny domowej w Anglii[2].

## Urodzili się
- 23 lipca urodził się Giovanni Francesco Albani, późniejszy papież Klemens XI[3].

## Zmarli
- 15 lutego Samuel Łaszcz, znany warchoł szlachecki[4].